# Papež Leon VI.
Leon VI. (latinsko Papa Leo Sextus), italijanski rimskokatoliški škof, kardinal in papež; * 9. stoletje Rim (Papeška država, Frankovsko cesarstvo, † december 928 Rim (Papeška država, Sveto rimsko cesarstvo, danes: Italija) 

Papež je bil od maja do decembra 928. 

## Življenjepis

### Mladost in vzpon
Leon se je rodil v rimski družini,; njegovemu očetu je bilo ime Krištof (Christophorus), in je bil pravnik, beležnik ter primicerius (državni tajnik) pod Janezom VIII. okrog leta 876. Po izročilu je pripadal rodovini Gemina, ki se je pozneje imenovala Sanguina. Po njih se imenuje Torre Sanguigna in tudi istoimena rimska mestna četrt.   Neposredno pred svojo izvolitvijo za papeža je postal Leon kardinal-duhovnik pri cerkvi Santa Susanna.  

## Papež
Leona, ki je bil že v letih, so izvolili za papeža maja 928 pod očitnim vplivom stranke, ki jo je vodila senatrix et patricia Marozia (890-937) iz družine Crescentijev. 
Ona je imela tistihmal neomejen nadzor nad Rimom tudi prek vladanja svojega drugega moža, Gvida Toskanskega ; prisilila je k odstopu in ukazala zapreti v Angelski grad in potem najbrž tudi umoriti Leonovega predhodnika Janeza X., ki je v času Leonove izvolitve bil še živ.   Dne 5. junija 928 je bil Leon posvečen in ustoličen. 
 

### Dela
- »Documenta Catholica Omnia« (v latinščini). Pridobljeno 6. decembra 2011.

Pozval je na pomoč zoper arabske roparske napade, ki so ogrožali tudi Rim z obljubo, da: 
”Kdorkoli bo vztrajal zvesto v tej bitki do smrti, ne bo zavrnjen od vstopa v nebeško kraljestvo.”
Leon VI. si je prizadeval za mir in spravo med prepirajočimi se rimskimi plemiškimi rodbinami. Zmagovito se je bojeval zoper Saracene in Ogre. 

Med svojim kratkim papeževanjem je potrdil odločitve Splitske sinode. Dopolnil je poseg svojega prednika v zmedene cerkvene razmere v Dalmaciji, in podelil palij Ivanu, solinskemu nadškofu, ter ukazal, da ga morajo dalmatinski škofje ubogati. Zapovedal je tudi ninskemu škofu in drugim, da naj svoje pristojnosti omejijo le na svojo škofijo.  V zvezi s tem se je torej ohranilo eno samo njegovo pismo, v katerem poziva škofa Formina iz Zadra, Gregorja iz Nina ter druge dalmatinske škofe, naj se podvržejo splitskemu nadškofu Ivanu, ki mu je on sam poslal palij, znamenje njegove metropolitanske oblasti. Poleg tega je ukazal vsem škofom, posebej pa tistim na otokih Lošinju in Rabu, kakor tudi v Dubrovniku, naj se zadovoljijo z ozemlji svojih škofij in da naj omogočijo Gregorju, škofu Hrvatov, da v miru upravlja svojo cerkev v Skradinu. 

## Smrt in spomin
Leon je umrl decembra 928 (po drugih februarja 929). Verjetno je bil vržen v ječo in zastrupljen po Marozijevem nalogu. 

Pokopali so ga v baziliko sv. Petra.  

## Ocena
- Francoski letopisec Flodoard je dejal o papežu Leonu VI.: ”V kreposti Petra je Leon VI. vztrajno opravljal svoje dolžnosti, ter je vladal sedem mesecev in pet dni; podobno kot njegovi predhodniki, se je pridružil družbi prerokov.” [6]
- Zgodovinar Döllinger [16] pa ocenjuje to obdobje takole: »Papeštvo je postalo podobno za verigo privezanemu ujetniku, ki si ne more nič pomagati zoper svoje ponižanje, saj je oropan svoje svobode.« [17]
- To obdobje smemo imenovati mračno predvsem zaradi popolnega pomanjkanja neodvisnih zgodovinskih virov. Ozračje negotovosti glede tega obdobja poudarja in vključno potrjuje kriza, ki so jo preživljale takratne politične in cerkvene rimske ustanove: poročil, ki jih vsebujejo takratni seznami, praktično ni; žal istočasno obstaja zgodovinopisna praznina, ki je vsepovsod značilna za prvi dve desetletji X. stoletja. [18]
- Za papeže je bilo 10. stoletje zares temačno in ga po pravici imenujemo Mračno stoletje. Brez cesarske zaščite so bili na milost in nemilost prepuščeni muham rimskega in italijanskega plemstva, ki si je nadzor nad Cerkvijo pridobivalo tako, da je na njene položaje nastavljalo svoje sorodnike ali politične somišljenike, ne glede na to, ali so bili tega vredni; v svojem stremuštvu so nastavljali in odstavljali papeže, večkrat pa jim tudi stregli po življenju. Kronika, ki jo je napisal nemški škof Liutprand,[19] slika posvetnost na papeževem dvoru; vendar jo je treba brati s pridržkom, saj je bil pisec zelo protirimsko razpoložen - kar tudi sam izrecno poudarja - in je zato dvomno, da je pisal nepristransko. [20] Mračno pa imenujejo to stoletje tudi zato, ker je bilo polno spletk in umorov, ki so dosegali tudi papeški dvor; obenem pa je bilo to tudi obdobje roparskih vpadov divjih poganskih Normanov, Vikingov in Madžarov, ter muslimanskih Saracenov in Turkov.
- Za to obdobje manjkajo neodvisni in nepristranski zgodovinski viri. Večino poročil o škandalih, nasilju in razvratu v Rimu je napisal torej že omenjeni Liutprand. Svojemu delu je dal pomenljiv naslov Maščevanje. Ta naslov daje slutiti, da je v svojem pripovedovnju brez dvoma pretiraval in da je pač nalašč izbiral samo pikantne zgodbe, da bi se na ta način maščeval nekaterim ljudem. Pretresljivo pa je na primer Liutprandovo mnenje, da je bila za Langobarde, Sase in Franke najhujša zmerljivka in žalitev, če si komu rekel, da je Rimljan. V tej besedi je po njegovem mnenju izraženo vse, kar ja na tem svetu slabega, zlobnega in gnilega. Kljub Liutprandovim pretiravanjem pa je ostalo v takratni družbi še vedno dovolj slabega, kar je najedalo tudi Cerkev tako od zunaj kot od znotraj. Tako si lahko mislimo, da je kljub pretiravanjem to bil v resnici strašen čas. [21]